# 로치쥐꼬리겨울잠쥐
로치쥐꼬리겨울잠쥐 또는 쥐꼬리겨울잠쥐(Myomimus roachi)는 겨울잠쥐과에 속하는 설치류의 일종이다. 불가리아와 터키에서 발견되며, 그리스 극동 지역에서도 서식하는 것으로 추정하고 있다.

## 분포
역사적으로 로치쥐꼬리겨울잠쥐는 터키와 불가리아 남부-동부에서 발견되었다. 참나무와 호두나무가 경작지와 삼림지에서 제거됨에 따라서, 터키 북부-서부 지역 에디르네의 아주 작은 덤불 숲에 제한적으로 분포한다.

## 서식지
로치쥐꼬리겨울잠쥐는 경작지와 강 기슭 안의 과수원과 포도원, 산울타리와 같은 관목 지대 또는 반-개활 서식지에서 서식한다. 낮시간 동안에는 수령이 많은 나무의 구멍 속에서 잠을 자고, 밤에는 휴식을 취하기 때문에 수령이 많은 나무들이 필수적이다.

## 습성
쥐꼬리겨울잠쥐는 야행성 동물로 밤에 활발하게 움직인다. 해가 지기 1~2시간 이전부터 활동을 시작해서, 해가 뜨기 1~2시간 이전까지 활동을 한다. 쥐꼬리겨울잠쥐는 전적으로 나무 위에서 생활하는 동물은 아니고 나무와 땅 양쪽에서 움직이며 먹이를 구한다.